# Мотаунг, Кайзер (младший)
Кайзер Мотаунг-младший (англ. Kaizer Motaung Junior, род. 8 августа 1981, Йоханнесбург, Трансвааль) — бывший южноафриканский профессиональный футболист, выступавший на позиции нападающего.

## Биография
Появился на свет 8 августа 1981 года в Йоханнесбурге, один из четырех детей в семье Кайзера и Джуленки Мотаунг. Образование получал сначала в колледже Святого Иоанна в Йоханнесбурге, а затем — в школе Харроу на северо-западе Лондона, выпускниками которой являются, в частности, Уинстон Черчилль и Джеймс Блант. Учась в школе, серьезно увлекся игрой в крикет, а в 2000 году познакомился с игроком сборной Англии Ником Комптоном.
По возвращении на родину решил полностью сосредоточиться на футболе и поступил в академию клуба «Витс Юниверсити». Позже занимался в академиях немецкого клуба «Мюнхен 1860», английского «Челси» и команды «Кайзер Чифс», основанной его отцом.
В молодежной команде «Челси» в конце 1990-х и начале 2000-х годов он играл вместе с Дином Фурманом, Джоном Терри и Робертом Хутом.

## Карьера
Профессиональную карьеру Мотаунг начал в сезоне 2001/02 в резервном составе «Мюнхена 1860», игравшем в Оберлиге «Бавария». В своем дебютном сезоне Кайзер забил 1 гол в 4 матчах, а в следующем сезоне он отличился тремя голами в 19 встречах.
В июле 2003 года Мотаунг возвратился в ЮАР, подписав контракт с командой «Кайзер Чифс». Его дебют состоялся 17 декабря того же года в победном матче против клуба «Амазулу» (4:0). Свой первый гол за новый коллектив он забил в матче против «Витс Юниверсити». В сезоне 2006/07 он стал лучшим бомбардиром команды (на его счету было 12 голов) и был признан Игроком года. За «Чифс» он выступал до 2014 года, после чего объявил о завершении карьеры. За этот период он провел в составе «Кайзер Чифс» 106 игр, забив 30 голов.

## Личная жизнь
В 2012 году Мотаунг сделал предложение своей девушке Кэтрин Хайдер, с которой они были тайно помолвлены в течение двух лет до этого. Свадьба пары состоялась в том же году в Мюнхене. В 2011 году Кэтрин родила Кайзеру сына Тайлера Риса.